# Nkambe
Nkambe är en ort i Kamerun.   Den ligger i regionen Nordvästra regionen, i den centrala delen av landet, 300 km norr om huvudstaden Yaoundé. Nkambe ligger 1 078 meter över havet och antalet invånare är 32 900.
Terrängen runt Nkambe är bergig, och sluttar norrut. Trakten runt Nkambe är ganska tätbefolkad, med 78 invånare per kvadratkilometer. Det finns inga andra samhällen i närheten. Trakten runt Nkambe är huvudsakligen savannskog.